# 弗拉德连·塔塔尔斯基
弗拉德连·塔塔尔斯基（1982年4月25日—2023年4月2日），本名马克西姆·尤里耶维奇·福明，俄罗斯军事博客主，曾因抢劫顿涅茨克州一家银行入狱，在2014年烏克蘭親俄動亂期间趁亂逃獄，並在加入俄羅斯傀儡军队服役，曾为俄罗斯和頓巴斯親俄武裝作积极宣传，2023年4月遭人暗杀身亡。

## 人物生平
塔塔尔斯基在2014年前持有乌克兰和俄罗斯双重国籍，其母为鞑靼人，其於1982年出生于乌克兰苏维埃社会主义共和国顿涅茨克州马克耶夫卡的一個煤礦工人家庭，他曾在礦場工作，後來開了一間家具店。2011年，生意破產後的他因與同夥持枪搶劫乌克兰一家银行被判刑。服刑期间顿巴斯战争爆发，塔塔尔斯基趁乱逃跑，并加入了俄罗斯支持的顿涅茨克人民军，后来再被监禁。
后来他得到顿涅茨克人民共和国元首亞歷山大·弗拉基米羅維奇·扎哈爾琴科赦免，再加入顿涅茨克军的东方旅，对抗乌克兰军。从部队退伍后，塔塔尔斯基在网上创建博客，化名为弗拉德伦·塔塔尔斯基，名字融合了列宁（Vladimir Lenin）和俄罗斯讽刺小说家维克托·佩列温1999年处女作《“百事”一代》主角瓦维伦·塔塔尔斯基（Vavilen Tatarsky）两者。小说中的塔塔尔斯基在一家广告公司写文案，他将西方的广告改造得迎合“俄罗斯人的心理”。
回想起顿巴斯战争，塔塔尔斯基表示2014年10月间有“数千名俄罗斯军官”在当地服役，但事实上俄罗斯直到2022年才对乌克兰大陆进行军事行动。自2019年到2023年去世，塔塔尔斯基一直在莫斯科居住。

### 创设Telegram频道
塔塔尔斯基在俄罗斯军事博主圈的名气相当高，和其他博主一样坚定支持俄罗斯入侵乌克兰。他在电报开设的频道得到超过56万人追踪，其时常批评俄军指挥官和总统普京对乌克兰太过软弱。
塔塔尔斯基曾呼吁到乌克兰的基础设施发动更多袭击，即便这种行动会引发更多乌克兰人伤亡。他经常认为乌克兰是“恐怖主义国家”，主张对其进行消灭。在其中一段于2022年9月30日在克里姆林宫拍摄的视频中，他表示俄军“会击败所有人，杀光所有人，抢劫我们想抢劫的人，一切都会如我们所愿”，当时他应邀到克宫出席普京宣布“局部动员令”的仪式。
因其言行，乌克兰政府在2023年制裁塔塔尔斯基，禁止其入境十年，并没收在乌克兰的所有财产。即便如此，塔塔尔斯基依旧在博客及社交媒体发表支持战争的言论。

### 遇刺身亡
2023年4月2日，塔塔尔斯基在圣彼得堡大学滨河路一家咖啡馆参加活动时被炸死，该咖啡馆由普京盟友、准军事组织瓦格纳集团创办人叶夫根尼·普里戈任开设。据现场执法人员向国际文传电讯社透露，爆炸装置隐藏在一尊石膏雕像里，是现场的一名女观众送给塔塔尔斯基的，爆炸当量等于100至200克三硝基甲苯。警方对这位名叫达莉娅·特列波娃的女子进行通缉，据悉她在送出雕像后匆忙离开咖啡馆，随即遥控引爆炸弹。案发次日上午7点，达莉娅在圣彼得堡维堡区被警方抓获，当时她正在其男友朋友的家中躲藏；另据俄罗斯联邦侦查委员会表示，她还买了一张前往乌兹别克斯坦的机票。俄罗斯国家反恐委员会指控乌克兰情报部门与反对派阿列克谢·纳瓦利内的反腐败基金会策划了事件，又指涉事女子是基金会的积极支持者。
事件发生后，玛格丽塔·西蒙尼扬、蒂娜·坎德拉基、安东·克拉索夫斯基等亲俄意见领袖发文指控乌克兰制造事件，呼吁俄罗斯当局采取报复行动。乌克兰总统高级顾问波多利亚克表示，该次爆炸事件为俄罗斯国内恐怖主义分子所为。亲烏克蘭的顿涅茨克记者丹尼斯·卡赞斯基表示，塔塔尔斯基曾在个人telegram暴露了俄罗斯在2014年派了俄军参与顿巴斯战争可能是他被俄罗斯“灭口”的原因。
4月4日，俄總統普京授予塔塔尔斯基勇气勋章。

## 備注
1. ↑  俄語羅馬化：Vladlen Tatarsky
2. ↑  俄語羅馬化：Maksim Yurevich Fomin